# Kevin Kilner
Kevin Kilner (Baltimore, Maryland, 3 de mayo de 1958) es un actor de cine y televisión estadounidense. 
Kilner nació en Baltimore, Maryland, hijo de Dorothea, una maestra de jardín de infantes, y Edward Kilner, que trabajaba en ventas de publicidad y de seguros.
Hizo su primera aparición en un episodio de The Cosby Show en 1989. Es quizás más conocido por interpretar al protagonista en la primera y quinta temporada de Earth Final Conflict. En 1994 intervino en el montaje de El zoo de cristal en Broadway.
En 1995 y 1996, Kilner protagonizó en Almost Perfect como el interés de Nancy Travis, una guionista, pero Kilner dejó el show después del estreno de la segunda temporada. En 2009, apareció en varios episodios de Dollhouse.

## Educación
Kilner es un alumno de Dulaney High School y la Universidad Johns Hopkins en Baltimore. 